# Подпеч об Дравињи
Подпеч об Дравињи (словен. Podpeč ob Dravinji) је насељено место у општини Словенске Коњице, Савињска регија, Словенија.

## Историја
До територијалне реорганизације у Словенији била је у саставу старе општине Словенске Коњице.

## Становништво
У попису становништва из 2011. године, Подпеч об Дравињи је имала 49 становника.
| Број становника према пописима | Број становника према пописима | Број становника према пописима |
| ------------------------------ | ------------------------------ | ------------------------------ |
| 1991                           | 2002                           | 2011                           |
| 38                             | 33                             | 49                             |

Напомена: До 1953. исказивано под именом Подпеч.